# Дроздов (Ровненская область)
Дроздов (укр. Дроздів) — село, входит в Гощанскую поселковую общину Ровненского района Ровненской области Украины.
Население по переписи 2001 года составляло 386 человек. Почтовый индекс — 35415. Телефонный код — 3650.